# Дитрих, Амалия
Амалия Дитрих (нем. Amalie Dietrich; 26 мая 1821, Зибенлен, Средняя Саксония — 9 марта 1891[…], Рендсбург, Шлезвиг-Гольштейн) — немецкий ботаник и зоолог, исследователь Австралии. Ею были собраны ценные экземпляры австралийской флоры и фауны, а также этнографические и антропологические объекты.

## Биография

### Ранняя жизнь
Ботанику Амалия начала углубленно изучать благодаря своему мужу — фармацевту Вильгельму Дитриху (1811—1867), за которого она вышла замуж в 1848 году. У них была одна дочь — Харисту (1848 год). Амалия путешествовала со своим мужем по всей Европе, собирая растения и продавая лекарственные средства. Вследствие тяжелого характера мужчины Амалия вскоре развелась с ним, зарабатывая на жизнь сбором ботанических образцов.

### Карьера
В 1863 году Амалия Дитрих была представлена Иоганну С. Годеффруа — купцу из Гамбурга, который руководил частным музеем. В том же году компания Godeffroy & Sohn отправила её в исследовательскую экспедицию в Австралию, где она собирала экземпляры местной флоры и фауны, а также этнографические и антропологические объекты для музея Годеффруа. В 1872 году Амалия поехала в Тонганский архипелаг, в 1873 году — после почти десятилетнего отсутствия — вернулась в Германию. Вернувшись, она работала куратором в музее Годеффруа, до смерти его владельца в 1885 году, когда коллекция музея была разделена между центрами в Лейпциге и Гамбурге, в результате чего Амалия перешла работать в Гамбургский ботанический музей.
В знак признания её заслуг в области ботаники и зоологии много различных видов растений и животных были названы в её честь, среди которых: осы Nortonia amaliae и Odynerus dietrichianus, мох Endotrichella dietrichiae и водоросли Amansia dietrichiana и Sargassum amaliae.